# 고쿠후촌 (지바현)
고쿠후촌(国府村)은 지바현 아와군에 일찍이 존재했던 촌이다. 현재의 미나미보소시 북부에 해당한다.
구 후추촌에 아와국의 국부가 있었다는 설이 있다.옛 미요시촌의 중심지였기 때문에 공공시설은 미요시라고 불렀으며, 현재는 그 이름이 거의 남아있지 않다. 

## 역사
- 1889년 4월 1일 - 정촌제 시행에 의해 헤이군 고쿠후촌이 성립하였다.
- 1897년 4월 1일 - 헤이군이 통합해, 아와군이 되었다.
- 1953년 5월 1일 - 다키타촌, 이나미야촌과 합병해, 미요시촌이 신설해, 동일 고쿠후촌은 폐지되었다.
- 2006년 3월 20일 - 미요시촌이 도미우라 정, 도미야마 정, 시라하마 정, 지쿠라 정, 마루야마 정, 와다 정과 합병해, 미나미보소시가 신설되었다.